# بخش هاوارد (شهرستان پارک، ایندیانا)
بخش هاوارد (به انگلیسی: Howard Township) یک منطقهٔ مسکونی در ایالات متحده آمریکا است که در شهرستان پارک، ایندیانا واقع شده‌است. بخش هاوارد ۳۴۱ نفر جمعیت دارد و ۲۱۵ متر بالاتر از سطح دریا واقع شده‌است.